# E24 (trasa europejska)
E24 – trasa europejska łącznikowa, biegnąca przez Wielką Brytanię. Długość trasy wynosi 254 km.
Przebieg E24:  Birmingham – Coventry – Rugby – Kettering – Huntingdon – Cambridge – Bury St. Edmunds – Ipswich.
Nigdzie w terenie nie występuje oznakowanie tej trasy europejskiej.